# Três Pontas
Três Pontas là một đô thị thuộc bang Minas Gerais, Brasil. Đô thị này có diện tích 689,421 km², dân số năm 2007 là 52121 người, mật độ 79,6 người/km².